# نظام المجموعات

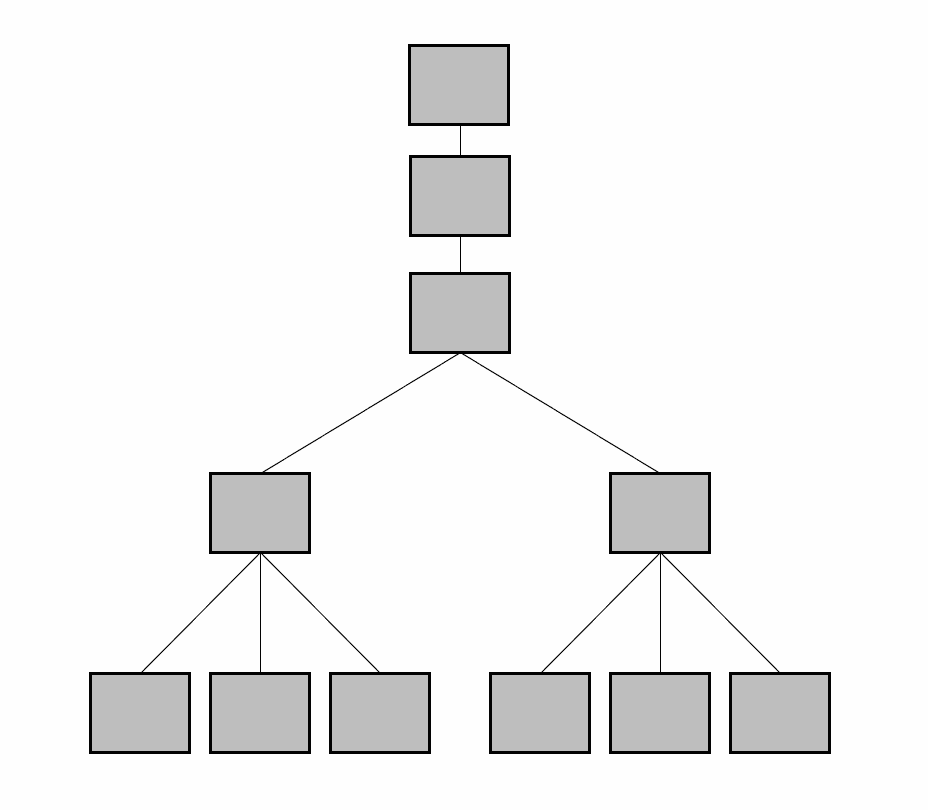

نظام الدوري هو نظام متبع في البطولات الرياضية . يعتمد فيه علي أسلوب «التسلسل الهرمي» حيث يتكون من مجموعة به عدة فرق يلعب كل فريق ضد فريق بشكل تبادلي بحيث يواجه الفريق كافة الفرق الأخرى